# Discografie van Chivv
Hieronder volgt de discografie van de Nederlandse rapper Chivv, met name zijn albums en zijn nummers met een notering in een hitlijst. Voor de muziek die hij heeft uitgebracht met de rapformatie SBMG, zie hier.

## Albums
| Album              | Verschijnen      | Label                         | Hitlijsten | Hitlijsten | Hitlijsten | Hitlijsten | Opmerkingen                     |
| Album              | Verschijnen      | Label                         | BE (VL)    | BE (VL)    | NL         | NL         | Opmerkingen                     |
| Album              | Verschijnen      | Label                         | Piek       | Weken      | Piek       | Weken      | Opmerkingen                     |
| ------------------ | ---------------- | ----------------------------- | ---------- | ---------- | ---------- | ---------- | ------------------------------- |
| 2 borden, 1 tafel  | 30 augustus 2019 | Un4gettable Music / Top Notch | 38         | 8          | 1 (1 wk)   | 29         | Studioalbum / Goud in Nederland |
| Un4gettable nights | 22 mei 2020      | Un4gettable Music / Top Notch | 28         | 6          | 1 (1 wk)   | 20         | Studioalbum                     |

## Nummers met notering(en) in een hitlijst
| Lied                                                                           | Verschijnen       | Album                                           | Hitlijsten | Hitlijsten | Hitlijsten  | Hitlijsten  | Hitlijsten   | Hitlijsten   | Opmerkingen                |
| Lied                                                                           | Verschijnen       | Album                                           | BE (VL)    | BE (VL)    | NL (Top 40) | NL (Top 40) | NL (Top 100) | NL (Top 100) | Opmerkingen                |
| Lied                                                                           | Verschijnen       | Album                                           | Piek       | Weken      | Piek        | Weken       | Piek         | Weken        | Opmerkingen                |
| ------------------------------------------------------------------------------ | ----------------- | ----------------------------------------------- | ---------- | ---------- | ----------- | ----------- | ------------ | ------------ | -------------------------- |
| Jongvolwassen (met Broederliefde en Jonna Fraser)                              | 29 april 2016     | Hard work pays off 2 (van Broederliefde)        | —          | —          | —           | —           | 72           | 2            |                            |
| Flex op me ex (met Architrackz)                                                | 17 februari 2017  | Dashawn (van Architrackz)                       | —          | —          | —           | —           | 95           | 1            | Goud in Nederland          |
| Cartier (met Dopebwoy en 3robi)                                                | 23 juni 2017      | Andere flex (van Dopebwoy)                      | tip22      | —          | tip1        | —           | 5            | 34           | 5× platina in Nederland    |
| Global (met Jonna Fraser)                                                      | 29 september 2017 | Blessed II (van Jonna Fraser)                   | —          | —          | —           | —           | 55           | 2            |                            |
| Ja! (met Bizzey, Kraantje Pappie en Yung Felix)                                | 12 januari 2018   | November (van Bizzey)                           | tip2       | —          | 5           | 12          | 1 (2 wkn)    | 23           | Dubbelplatina in Nederland |
| Millie's (met Bizzey)                                                          | 16 februari 2018  | November (van Bizzey)                           | —          | —          | —           | —           | 84           | 1            |                            |
| Warming up (met Latifah)                                                       | 16 maart 2018     | —                                               | —          | —          | —           | —           | 73           | 1            |                            |
| Beetje moe (met Kevin en Lil' Kleine)                                          | 23 maart 2018     | Lente (van Kevin)                               | tip26      | —          | 15          | 9           | 1 (1 wk)     | 21           | Platina in Nederland       |
| Ze willen mee (met Hardwell, Bizzey en Lil' Kleine)                            | 30 maart 2018     | —                                               | tip        | —          | 14          | 10          | 4            | 24           | Dubbelplatina in Nederland |
| Weinig woorden zeggen veel                                                     | 2 november 2018   | Push (ep)                                       | —          | —          | —           | —           | 71           | 1            |                            |
| Huts (met The Blockparty, Esko, Mouad Locos, JoeyAK en Young Ellens)           | 9 november 2018   | —                                               | 35         | 6          | 16          | 10          | 1 (2 wkn)    | 25           | Goud in Nederland          |
| Young patron (met KM)                                                          | 18 januari 2019   | —                                               | —          | —          | —           | —           | 37           | 3            |                            |
| Paris (met Frenna, Bollebof en Idaly)                                          | 7 februari 2019   | Francis (van Frenna)                            | —          | —          | —           | —           | 10           | 5            |                            |
| Ewa ewa (met Diquenza)                                                         | 8 februari 2019   | 2 borden, 1 tafel                               | tip20      | —          | 22          | 3           | 1 (1 wk)     | 16           | Platina in Nederland       |
| Expose the game (met Tabitha)                                                  | 8 februari 2019   | —                                               | —          | —          | —           | —           | 27           | 3            |                            |
| Sneaky money (met Ali B en Boef)                                               | 8 februari 2019   | —                                               | tip        | —          | tip10       | —           | 18           | 7            |                            |
| Hans betaalt de schade (met Delivio Reavon, La$$a, Mr. Ontspannen en Henkie T) | 22 februari 2019  | —                                               | —          | —          | —           | —           | 68           | 8            |                            |
| De prijs (met Bollebof en Young Ellens)                                        | 1 maart 2019      | —                                               | —          | —          | —           | —           | 36           | 4            |                            |
| Last man standing (met Yung Felix, Bizzey en Kraantje Pappie)                  | 8 maart 2019      | —                                               | tip        | —          | tip5        | —           | 7            | 15           | Platina in Nederland       |
| Expose Chivv                                                                   | 21 maart 2019     | —                                               | —          | —          | —           | —           | 55           | 1            |                            |
| Zeg ja (met Vic9)                                                              | 5 april 2019      | Bloed (van Vic9)                                | —          | —          | —           | —           | 63           | 3            |                            |
| In de coupe (met Kevin)                                                        | 3 mei 2019        | Vrij (van Kevin)                                | —          | —          | —           | —           | 35           | 6            |                            |
| Give dem (met Frenna)                                                          | 16 mei 2019       | 't Album onderweg naar 'Het album' (van Frenna) | tip        | —          | tip4        | —           | 5            | 22           | Platina in Nederland       |
| Voorzichtig (met Poke)                                                         | 31 mei 2019       | —                                               | —          | —          | —           | —           | 46           | 2            |                            |
| Moe                                                                            | 20 juni 2019      | 2 borden, 1 tafel                               | —          | —          | —           | —           | 44           | 2            |                            |
| Anoniem (met Sevn Alias en D-Double)                                           | 9 augustus 2019   | 2 borden, 1 tafel                               | tip        | —          | —           | —           | 24           | 8            |                            |
| Je kent 't wel (met Lil' Kleine en Frsh)                                       | 23 augustus 2019  | 2 borden, 1 tafel                               | tip        | —          | tip3        | —           | 12           | 10           | Goud in Nederland          |
| Uitweg (met Lijpe)                                                             | 29 augustus 2019  | 2 borden, 1 tafel                               | —          | —          | —           | —           | 40           | 4            |                            |
| Verdiend (met Navi)                                                            | 29 augustus 2019  | 2 borden, 1 tafel                               | —          | —          | —           | —           | 53           | 3            |                            |
| Wine on top                                                                    | 29 augustus 2019  | 2 borden, 1 tafel                               | —          | —          | —           | —           | 55           | 2            |                            |
| Work it (met Tabitha)                                                          | 20 september 2019 | —                                               | —          | —          | —           | —           | 94           | 2            |                            |
| Expose Zwarte Piet                                                             | 21 november 2019  | —                                               | —          | —          | —           | —           | 66           | 1            |                            |
| Bando baby (met Sevn Alias en Lijpe)                                           | 22 november 2019  | Twenty four Sevn 4 (van Sevn Alias)             | tip38      | —          | tip14       | —           | 19           | 4            |                            |
| Kofferbak (met Boef)                                                           | 13 december 2019  | —                                               | tip11      | —          | tip15       | —           | 7            | 5            |                            |
| Busje (met Zefanio en Lauwtje)                                                 | 6 maart 2020      | Bitterzoet (van Zefanio)                        | —          | —          | —           | —           | 45           | 18           | Goud in Nederland          |
| Mucho dinero (met Sevn Alias en Chardy)                                        | 13 maart 2020     | Un4gettable nights                              | tip        | —          | —           | —           | 32           | 5            | Goud in Nederland          |
| Jesus Piece (met Frenna)                                                       | 3 april 2020      | Un4gettable nights                              | —          | —          | —           | —           | 26           | 3            |                            |
| Give me (met King Promise)                                                     | 8 mei 2020        | Un4gettable nights                              | —          | —          | —           | —           | 74           | 2            |                            |
| Afrika (met Boef)                                                              | 22 mei 2020       | Un4gettable nights                              | —          | —          | —           | —           | 44           | 7            |                            |
| Chocolata body (met Jonna Fraser)                                              | 22 mei 2020       | Un4gettable nights                              | —          | —          | —           | —           | 57           | 1            |                            |
| Diamonds vvs (met OCS, Chardy, Saaff, Dior en Figo Gang)                       | 27 augustus 2020  | —                                               | —          | —          | —           | —           | 64           | 2            |                            |
| Cashito (met Chardy en OCS)                                                    | 17 september 2020 | —                                               | —          | —          | —           | —           | 86           | 1            |                            |
| Switch sides (met KM)                                                          | 8 januari 2021    | —                                               | —          | —          | —           | —           | 95           | 1            |                            |
| Come online (met Jandro, Jonna Fraser en Diquenza)                             | 25 juni 2021      | —                                               | —          | —          | tip5        | —           | 8            | 18           | Goud in Nederland          |
| Henny op een maandag (met Broederliefde)                                       | 30 juli 2021      | —                                               | —          | —          | tip13       | —           | 12           | 14           | Goud in Nederland          |
| Domme invest (met Dopebwoy en Boef)                                            | 12 november 2021  | —                                               | —          | —          | tip8        | —           | 27           | 3            |                            |
| Grind (met Jandro en Murda)                                                    | 26 november 2021  | —                                               | —          | —          | —           | —           | 95           | 1            |                            |
| Okee shordy (met Trobi, Ronnie Flex en ADF Samski)                             | 4 maart 2022      | Trobi on the beat (van Trobi)                   | —          | —          | tip1        | —           | 8            | 19           | Platina in Nederland       |
| Stiekem schaatsen                                                              | 18 maart 2022     | —                                               | —          | —          | —           | —           | 83           | 1            |                            |
| Ome Duo (met Trobi, Kraantje Pappie, ADF Samski en Angela Groothuizen)         | 21 april 2023     | —                                               | —          | —          | tip2        | —           | 30           | 16           | Goud in Nederland          |
| Bon mij (met DJ Wale en ADF Samski                                             | 18 maart 2022     | 3 over 4 (ep met DJ Wale)                       | —          | —          | —           | —           | 22           | 8            |                            |
| That's a lie (met Alessio, DJ Dylvn, Ronnie Flex en ADF Samski)                | 28 december 2023  | —                                               | —          | —          | tip16       | —           | 72           | 1            |                            |
| Studie uit (met Trobi, Emms, ADF Samski en Mula B)                             | 25 april 2025     | —                                               | —          | —          | —           | —           | 52           | 2            |                            |
| Deim van je (met Diquenza, Frsh en Geechi)                                     | 12 juli 2024      | —                                               | —          | —          | —           | —           | 76           | 1            |                            |